# Pol (nombre)
Pol es un nombre propio masculino muy utilizado en Cataluña y en otros lugares del mundo que podría derivar del latín Paulus, que significa pequeño u hombre humilde. Hay muchas referencias celtas de la utilización de este nombre. Su equivalente castellano sería Pablo, o más concretamente, Polo, actualmente en desuso, aunque conservado como apellido.

## Origen
Es muy popular en Cataluña, siendo probable que se derive de la relación que siempre ha tenido esta comunidad con Francia, ya que allí el nombre de Pablo es Paul y se pronuncia Pol, aunque también existe el nombre Pol como tal y, de hecho, hay varias poblaciones francesas con ese mismo nombre.
En la costa del Maresme se halla la población de San Pol de Mar. Ya en el siglo IX había un monasterio benedictino que, más tarde, en 1266, pasaría a ser ocupado por monjes cartujos hasta 1432; de él solo queda la ermita de Sant Pau, que celebra la fiesta el 25 de enero (la conversión de San Pablo Apóstol). Dado que en el siglo XI la abadía pasó a depender del monasterio de Lerins (Francia) y que muchos de estos monjes franceses se trasladaron a seguir la regla benedictina a Cataluña, es probable que introdujeran el nombre Pol. En La Bisbal del Ampurdán existe también una pequeña ermita dedicada a Sant Pol, ya que durante un tiempo formó parte de las posesiones del monasterio mencionado.
En Galicia (Lugo) hay un municipio prehistórico llamado Pol, perteneciente a la comarca de Meira. Debió ser muy importante porque tiene mámoas y castros en abundancia. El documento más antiguo que se conserva referido a esta población es de 1222, que es un testamento de un soldado que deja sus tierras en Pol al obispado de Lugo.
En Irlanda existe el nombre de Pól y en Escocia es Pòl, además del muy utilizado Paul. En Francia también existe el nombre de Pol desde tiempos inmemoriales, y otros países también lo utilizan. Por tanto, el origen de este nombre tal vez esté entre los celtas o gaélicos, pero es en Cataluña donde se ha popularizado más, en especial en los últimos años.
Podemos encontrar la utilización de este nombre, la mayoría de manera compuesta, en otras poblaciones, como el ya mencionado Sant Pol de Mar, o Saint-Pol-de-Léon, en la Bretaña francesa, o Saint-Pol-sur-Mer (norte de Francia), De Pol (Noordenveld, Países Bajos), Takhteh Pol (Irán) o Pol (en de Diourbel, Senegal).
Respecto a esta forma de escribir Pol en francés, habría que destacar a Pol Aurélien, que fue un santo bretón de origen galés (finales del s. V) y el primer obispo de la ciudad de Saint-Pol-de-Léon.

## Pol como apellido
Hay referencias muy antiguas de Pol utilizado como apellido en el norte de Alemania, desde una época medieval muy temprana y que luego se reconvertiría en un apellido relacionado con la nobleza, con escudo propio. Este apellido, con las migraciones, se extendería a otros países. Personas remarcables con este apellido serían Víctor de Pol (1865-1925), escultor italiano; Wincenty Pol (1807-1872), poeta y geógrafo; Emiliano Pol, político americano, o Jan Pol (el famoso veterinario americano), entre otros.
En España, según el INE, hay más de 5000 personas cuyo primer o segundo apellido es Pol, en especial en las Islas Baleares, Lugo y Gerona.

## Frecuencia
Tanto Pau como Pol, son nombres muy frecuentes en Cataluña, especialmente entre población muy joven. La media de edad del nombre Pol está en los 12 años. En el año 2007 ocupó el puesto número 4 en la lista de nombres más populares, según las estadísticas del Instituto de Estadística de Cataluña, aunque actualmente su popularidad está bajando progresivamente.

## Onomástica
Su celebración tradicional dentro del santoral corresponde al 25 de enero -día de la conversión de San Pablo como nacimiento dentro del cristianismo-, y como tal se celebra en San Pol de Mar.
A pesar de esta tradición, hay quien celebra erróneamente dicha onomástica el 29 de junio, vinculando la tradición de Sant Pol con el día de la muerte de San Pablo.
| Década | Inscritos | Porcentaje |
| ------ | --------- | ---------- |
| 2000   | 8180      | 3,75%      |
| 1990   | 4088      | 1,80%      |
| 1980   | 1161      | 0,37%      |
| 1970   | 172       | 0,04%      |
| 1960   | 16        | 0,00%      |
| 1950   | 5         | 0,00%      |

## Santoral
- 25 de enero: Conversión de San Pablo
- 29 de junio: San Pablo

## Personajes célebres
- Pol Aurélien, santo bretón y primer obispo de la ciudad de Saint Pol de Léon, Francia.
- Dr. Pol, famoso veterinario americano.
- Pol Espargaró, motociclista.
- Pol Retamal, atleta.
- Pol R., Financiero.
- Pol Lirola, futbolista.
- Pol Rom, atleta en deportes extremos